# Patent
Patent je zakonsko zaščitena in izključna pravica gospodarskega izkoriščanja izuma, ki jih dodeli država imetniku patenta za omejeno dobo, po navadi je to za 20 let. Te pravice so dodeljene prosilcem, v zameno za razkritje njihovih izumov. Po tem, ko država nekomu dodeli patent, ne sme nobena druga oseba izdelovati, uporabljati, uvažati/izvažati potrjenega izuma v tej državi, brez dovoljenja imetnika patenta. Dovoljenje je po navadi v obliki licence, kjer pogoje določi lastnik patenta: lahko je brezplačno, ali v zameno za avtorski honorar ali pa za pavšalno pristojbino.
Patenti so po naravi teritorialni. Da obdržijo patent, morajo izumitelji vložiti prošnjo za patent v vsaki državi, v kateri želijo ta patent imeti. Na primer, ločene prošnje morajo biti vložene na Japonskem, Kitajskem, v ZDA ter v Indiji, če želi prosilec patent obdržati v teh državah. Obstaja nekaj regionalnih uradov kot je to Evropski Patentni Urad (EPO), ki delujejo kot supranacionalna telesa z močjo, da dodeljujejo patente, ki potem stopijo v veljavo v državah članicah, obstaja pa tudi internacionalni postopek za vlaganje ene same internacionalne aplikacije pod okriljem »Patent Cooperation Treaty« (TCP), ki lahko potem daje zaščito patentu v večini držav.
Različne države ter različni regionalni uradi imajo različne standarde za dodeljevanje patentov. To še posebno velja za programe ali za računalniško implementirane izume, posebno tam, kjer programje uvaja poslovno metodo

## Patentno varstvo v Sloveniji
V Sloveniji se nacionalna prijava za podelitev patenta vloži pri Uradu RS za intelektualno lastnino. Slovenski prijavitelj jo lahko vloži sam ali prek zastopnika. Patent traja 20 let od datuma vložitve prijave. Za vzdrževanje patenta je treba vsako leto plačevati letne pristojbine. 

## Patentno varstvo v tujini
Patentno varstvo je ozemeljsko omejeno in velja samo na območju pristojnosti posamezne ustanove za podeljevanje patentov. Pridobitev patentnega varstva v drugih državah lahko poteka po treh različnih poteh.

### Nacionalne prijave
Najosnovnejša oblika prijave je nacionalna prijava, ki se vloži pri ustreznem organu države, v kateri želimo varstvo. Prijavitelj, ki ni rezident te države, mora postopek pridobitve patenta praviloma izvesti prek zastopnika, ki je vpisan v register zadevne države.

### Mednarodna prijava
Druga možna pot je vložitev mednarodne prijave v skladu s Pogodbo o sodelovanju na področju patentov (PCT), ki ima več kot 148 držav članic. Slovenski prijavitelji lahko vložijo prijavo pri slovenskem uradu v angleškem, francoskem, nemškem ali slovenskem jeziku. V primeru, da je prijava vložena v slovenščini, je treba v roku enega meseca dostaviti prevod v enega izmed ostalih treh jezikov. Postopek se torej lahko začne pri slovenskem uradu, nadaljuje pa se pri Svetovni organizaciji za intelektualno lastnino (WIPO) v Ženevi. Ko je tam končan, mora prijavitelj zahtevati podelitev patenta pri ustreznih organih držav, v katerih želi varstvo. Prijavitelj potrebuje zastopnika samo za postopek pred organi posameznih tujih držav. 

### Evropska prijava
Tretja možnost za pridobitev patentnega varstva v tujini je evropski patent, ki trenutno velja v 31 državah članicah Evropske patentne konvencije in v državah, ki imajo z Evropsko patentno organizacijo sklenjene posebne sporazume o razširitvi veljavnosti evropskih patentov na te države. Slovenija je od 1. decembra 2002 polnopravna članica Evropske patentne organizacije. Prijavitelj lahko prijavo za evropski patent vloži pri slovenskem uradu v slovenskem jeziku, vendar mora njen prevod v enega od treh uradnih jezikov Evropskega patentnega urada vložiti neposredno pri tem uradu, kjer se postopek tudi nadaljuje. Prijavitelj lahko nastopa sam ali prek evropskega patentnega zastopnika. Med evropske patentne zastopnike je vpisanih tudi že več slovenskih patentnih zastopnikov.

### Pogoji za pridobitev patenta
Patent se lahko dobi za izum, ki izpolnjuje naslednje tri pogoje: 

novost, točno tak izum ni bil še nikjer na svetu opisan ali kakorkoli drugače objavljen

inventivnost, točno tak izum sicer še ni poznan, hkrati pa povprečen strokovnjak ne bi prišel do njega, če bi izhajal iz najbližjih podobnih izumov

industrijska uporabnost, izum mora biti uporaben v trgovnini, industriji ali obrti.
Izum je pogosto definiran kot tehnična rešitev - tehničnega problema, zato niso patentibilna umetniška dela, znanstvena odkritja ali teorije, saj nimajo tehničnega karakterja. 
Glede poslovnih postopkov, metod zdravljenja, kirurških ali diagnostičnih posegov ni enotne prakse med posameznimi patentnimi sistemi.